# المديرية العامة لمشتريات الدفاع (باكستان)
المديرية العامة لمشتريات الدفاع ( DGDP ) هي إدارة تابعة لوزارة الإنتاج الحربي مسؤولة عن المشتريات والتخلص من مخازن الدفاع التي تم إنشاؤها في عام 1970 عندما تم فصلها عن المديرية العامة لإنتاج الذخائر .  ويقع مقرها الرئيسي في روالبندي ، باكستان. 

## تاريخ المديرية
تأسست المديرية العامة لمشتريات الدفاع في البداية في عام 1953 باسم مديرية مشتريات الدفاع. وفي عام 1967 تم دمجها مع المديرية العامة لإنتاج الذخائر ثم تم فصلها في عام 1970 وأعطيت المسؤولية المزدوجة لشراء مخازن/معدات الدفاع في البلاد وإنتاجها المحلي. 
وبعد استقلال بنجلاديش عن باكستان عام 1971، تم تقسيمها إلى المديرية العامة لمشتريات الدفاع.

### التطورات الأخيرة
في نوفمبر 2017، جددت المديرية العامة لمشتريات الدفاع مذكرة تفاهم مع شركة الشحن الوطنية الباكستانية (PNSC). لقد كانوا في علاقة عمل لأكثر من عقدين. 
في يونيو 2019، خصصت الحكومة الفيدرالية الباكستانية مبلغًا إضافيًا قدره 410 مليون روبية باكستانية لصيانة وإصلاح طائرتين من طراز VVIP من شركة غلف ستريم الفضائية الأمريكية .